# Hoz de Jaca
Pour les articles homonymes, voir Hoz et Jaca (homonymie).
Hoz de Jaca est une commune d'Espagne dans la communauté autonome d'Aragon, province de Huesca.

## Géographie
Le territoire de la commune se situe dans le massif montagneux des Pyrénées en la vallée de Tena :
| \| Hoz de Jaca \| Géolocalisation sur la carte des Pyrénées |
| Hoz de Jaca                                                 |

Administrativement la localité se trouve au nord de l'Aragon dans la comarque de l'Alto Gállego.

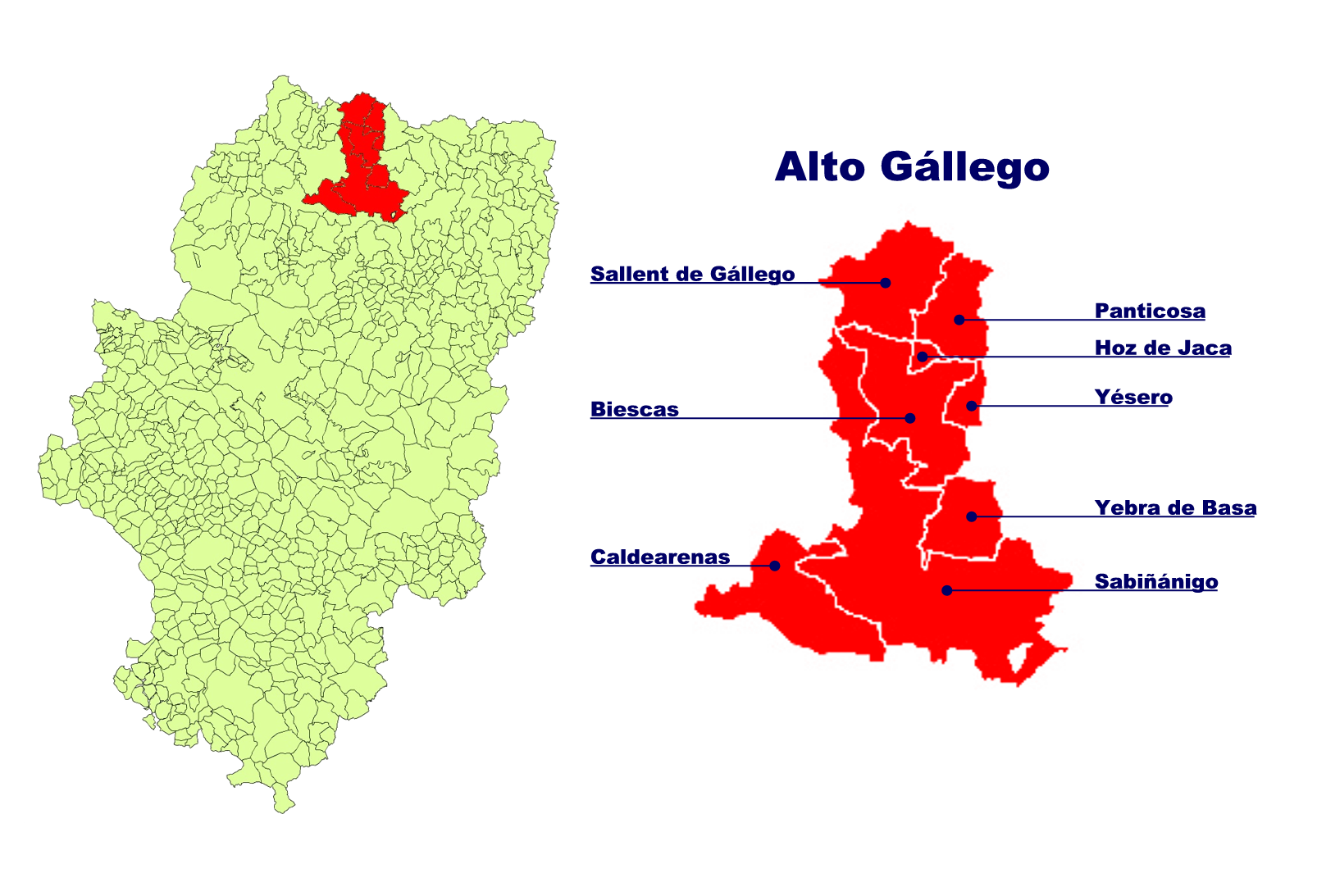
Territoire des communes en la comarque de l'Alto Gállego (zone rouge, reste de l'Aragon en vert clair)

Localités limitrophes : À compléter

## Administration
| Période | Période | Identité             | Étiquette | Qualité |
| ------- | ------- | -------------------- | --------- | ------- |
| 1979    | 1983    |                      |           |         |
| 1983    | 1987    |                      |           |         |
| 1987    | 1991    |                      |           |         |
| 1991    | 1995    |                      |           |         |
| 1995    | 1999    |                      |           |         |
| 1999    | 2003    |                      |           |         |
| 2003    | 2007    |                      |           |         |
| 2007    | 2011    | Esperanza López Sanz | PAR       |         |

## Démographie
| Évolution démographique | Évolution démographique | Évolution démographique | Évolution démographique | Évolution démographique | Évolution démographique | Évolution démographique | Évolution démographique | Évolution démographique | Évolution démographique | Évolution démographique | Évolution démographique | Évolution démographique | Évolution démographique | Évolution démographique | Évolution démographique | Évolution démographique | Évolution démographique |
| 1842                    | 1857                    | 1860                    | 1877                    | 1887                    | 1897                    | 1900                    | 1910                    | 1920                    | 1930                    | 1940                    | 1950                    | 1960                    | 1970                    | 1981                    | 1991                    | 2001                    | 2007                    |
| ----------------------- | ----------------------- | ----------------------- | ----------------------- | ----------------------- | ----------------------- | ----------------------- | ----------------------- | ----------------------- | ----------------------- | ----------------------- | ----------------------- | ----------------------- | ----------------------- | ----------------------- | ----------------------- | ----------------------- | ----------------------- |
| 235                     | ..                      | ..                      | 158                     | 149                     | 152                     | 160                     | 159                     | 142                     | 154                     | 154                     | 136                     | 113                     | 105                     | 94                      | 86                      | 77                      | 78                      |